# غريغوريو لوبيز (محامي)
غريغوريو لوبيز (بالإسبانية: Gregorio López)‏ هو محامي ومحامي إسباني، ولد في 1496 في غوادالوبي في إسبانيا، وتوفي بنفس المكان في 1560.